# Graciela Maturo
Graciela Maturo   (Santa Fe, 15 d'agost de 1928 - Buenos Aires, 11 de setembre de 2024) va ser una escriptora, poeta, americanista i professora argentina, retirada de la càtedra i investigadora de les Lletres. Fundadora del Centre d'Estudis Poètics Alétheia, va ser membre honorari del Centre d'Estudis Filosòfics “Eugenio Pucciarelli” a l'Acadèmia Nacional de Ciències de Buenos Aires.

## Biografia
Va estudiar a la Universitat de Cuyo i va obtenir un doctorat a la Universitat del Salvador. Va exercir la docència superior a la Universitat de Buenos Aires a les càtedres d'Introducció a la Literatura i Teoria Literària (1969-1997), i va ocupar altres càtedres la Universitat Catòlica Argentina (1988- 2003), la Universitat Nacional de Cuyo (1958-1968), l'Institut Franciscà, la Universitat del Salvador i la UCES. Va ser directora de la Biblioteca Nacional de Mestres del Ministeri d'Educació (Argentina)|Ministeri d'Educació (1990-1993). Va dirigir la revista de poesia i poètica Azor (Mendoza, 1958-1963) i la revista Megafón, (Buenos Aires, 1975-1989) òrgan del Centre d'Estudis Llatinoamericans de l'Argentina, que va fundar el 1970 . Entre 1965 i 1973 va mantenir correspondència amb Julio Cortázar. Va desplegar una intensa activitat com a fundadora de centres i grups de recerca, directora de revistes, col·leccions i volums grupals, assessora d'editorials, entre d'altres tasques culturals. Va ser jurat de premis nacionals i del Premi Internacional “Ròmul Gallecs”. Va col·laborar en revistes argentines com el Butlletí de l'Acadèmia Argentina de Lletres, la revista Lletres de la UCA, Utopia i Praxis Llatinoamericana (CESA) de la Universitat del Zulia, la revista colombiana Aleph i altres de diferents països. En els últims anys va dictar cursos i conferències a països llatinoamericans i europeus.
La Universitat Catòlica Argentina la va designar Professora Consulta. Va dirigir l'Aula Maria Zambrano que és part de la Càtedra Lliure d'Estudis Andalussos de la Universitat Nacional de la Plata, i la Càtedra Leopoldo Marechal a la Universitat de Congrés, Mendoza. El 2011 va formar part del grup d'intel·lectuals que va donar suport a la candidatura d'Eduardo Duhalde. El 2013 va fundar la revista digital Kairós. Estudis del Nou Món juntament amb Sergio Fuster i Alejandro Drewes, renunciant un any després per raons editorials, la mateixa va passar a anomenar-se Els Temps Nous. Estudis d'Amèrica Llatina”.
Va conrear una línia de pensament humanista, renovada per la fenomenologia de Edmund Husserl i la hermenèutica moderna de Paul Ricoeur, crítica de l'abordatge academicista de la literatura tractant de recuperar el simbolisme de les mateixes i el seu espai místic i contemplatiu en la raó poètica i defensa la legitimitat d'un pensament humanista americà.
Va morir a Buenos Aires l'11 de setembre de 2024 els 96 anys.